# Boks na Letnich Igrzyskach Olimpijskich 1952 – waga ciężka mężczyzn
Turniej bokserski w wadze ciężkiej (powyżej 81 kg) rozgrywany w ramach Igrzysk Olimpijskich w 1952 w Helsinkach

## Hala
Zawody odbyły się w Messuhalli I. Oprócz pojedynków bokserskich miały tam również miejsce konkurencje gimnastyczne oraz zapaśnicze. Na płycie hali zostały wydzielone dwa ringi bokserskie, na których równolegle organizowano walki.
Trybuny miały 4000 miejsc. Podczas walk bokserskich, ze względu na niewykorzystanie całej powierzchni boiska, do hali weszło 5376 kibiców. Ponieważ przed finałem zdemontowano jeden z dwóch ringów, na trybunach zmieściło się 5856 widzów. Trybuny zostały podzielone na 4 klasy sektorów. Cena biletu zależała od miejsca. Na walki eliminacyjne wynosiła 1050, 600, 450 i 300 marek fińskich, wstęp na walki półfinałowe i finałowe kosztował 2100, 1050, 600 i 300.
Zapleczem treningowym był Käpylä Sports Park, w którym znajdowało się 6 pełnowymiarowych ringów bokserskich.

## Tabela końcowa
| Lp. | Państwo           | Zawodnik           |
| --- | ----------------- | ------------------ |
| 1.  | Stany Zjednoczone | Ed Sanders         |
| 2.  | Szwecja           | Ingemar Johansson  |
| 3.  | ZPA               | Andries Nieman     |
| 3.  | Finlandia         | Ilkka Koski        |
| 5.  | Włochy            | Giacomo Di Segni   |
| 5.  | ZSRR              | Algirdas Šocikas   |
| 5.  | Wielka Brytania   | Eddie Hearn        |
| 5.  | Jugosławia        | Tomislav Krizmanić |
| 9.  | Kanada            | Jim Saunders       |
| 9.  | Australia         | Carl Fitzgerald    |
| 9.  | Węgry             | László Bene        |
| 9.  | Egipt             | Ahmed El-Minabawi  |
| 9.  | Czechosłowacja    | Horymír Netuka     |
| 9.  | Belgia            | Max Marsille       |
| 9.  | Francja           | Jean Lansiaux      |
| 16. | Rumunia           | Géza Fürész        |
| 16. | Polska            | Antoni Gościański  |
| 16. | RFN               | Edgar Gorgas       |
| 16. | Szwajcaria        | Hans Jost          |
| 16. | Irlandia          | John Lyttle        |
| 16. | Argentyna         | José Sartor        |

## Wyniki walk

### Pierwsza runda
|  | Tomislav Krizmanić | 3:0 | Géza Fürész |  |
|  |                    | 3:0 |             |  |

|  | Algirdas Šocikas | TKO | Antoni Gościański |  |

|  | Andries Nieman | 3:0 | Edgar Gorgas |  |
|  |                | 3:0 |              |  |

|  | Ed Sanders | KO | Hans Jost |  |

|  | Jean Lansiaux | 3:0 | John Lyttle |  |
|  |               | 3:0 |             |  |

|  | Eddie Hearn | 2:1 | José Sartor |  |
|  |             | 2:1 |             |  |

### Druga runda
|  | Giacomo Di Segni | 3:0 | Jim Saunders |  |
|  |                  | 3:0 |              |  |

|  | Horymír Netuka | 3:0 | Carl Fitzgerald |  |
|  |                | 3:0 |                 |  |

|  | Ilkka Koski | KO | László Bene |  |

|  | Max Marsille | 3:0 | Ahmed El-Minabawi |  |
|  |              | 3:0 |                   |  |

|  | Ingemar Johansson | Urugwajczyk nie wyszedł do ringu | Luis Amadeo Sosa |  |

```
Francuz 
Jean Lansiaux
 nie przystapił do walki z powodu kontuzji.
```

### Nowe losowanie
|  | Ingemar Johansson | 3:0 | Horymír Netuka |  |
|  |                   | 3:0 |                |  |

|  | Tomislav Krizmanić | 3:0 | Max Marsille |  |
|  |                    | 3:0 |              |  |

### Trzecia runda
|  | Ed Sanders | KO | Giacomo Di Segni |  |

|  | Andries Nieman | KO | Algirdas Šocikas |  |

|  | Ilkka Koski | 3:0 | Eddie Hearn |  |
|  |             | 3:0 |             |  |

|  | Ingemar Johansson | 3:0 | Tomislav Krizmanić |  |
|  |                   | 3:0 |                    |  |

### Półfinały
|  | Ed Sanders | TKO | Andries Nieman |  |

|  | Ingemar Johansson | 2:1 | Ilkka Koski |  |
|  |                   | 2:1 |             |  |

### Finał
|  | Ed Sanders | DSQ | Ingemar Johansson |  |